# Sorbus foliolosa
Sorbus foliolosa är en rosväxtart som först beskrevs av Nathaniel Wallich, och fick sitt nu gällande namn av Édouard Spach. Sorbus foliolosa ingår i släktet oxlar, och familjen rosväxter. Inga underarter finns listade i Catalogue of Life.